# Апато-абулический синдром
Апа́то-абули́ческий синдро́м или апа́тико-абули́ческий синдро́м (от греч. апатия — бесстрастие и абулия — безволие) — психопатологический синдром, сочетающий апатию и абулию и характеризующийся выраженным эмоционально-волевым оскудением. Является проявлением негативной (дефицитарной) симптоматики в психиатрии. Чаще всего вызван шизофренией.
Апато-абулию как проявление дефицитарной симптоматики важно отличать от апатической или адинамической субдепрессии; их дифференциальная диагностика в ряде случаев крайне сложна. Ложное впечатление апато-абулического дефекта часто создаётся при юношеской апатической депрессии, что приводит к неверной диагностике и неадекватному лечению:8.

## Поведение больного
Сущностью апато-абулического синдрома является снижение жизненной активности и эмоциональное оскудение. Характерны потеря интереса к развлечениям, любимым занятиям, к общению. В эмоциональной сфере — появление безразличия, отсутствие сочувствия к бедам близких или радости за их успехи. Изменения проявляются постепенно. Лица, страдающие апато-абулическим синдромом, проводят много времени сидя в одиночестве или лёжа в постели. Могут часами смотреть телевизор, при этом не запоминают просмотренные передачи. В тяжёлых случаях больные теряют возможность самообслуживания, отказываются мыться, стричь волосы, чистить зубы, умываться, спят в постели одетыми, личная гигиена их совсем не волнует. В самых тяжёлых случаях болезни они могут испражняться и мочиться в постели. Больных невозможно привлечь к деятельности, им становятся чужды чувства стыда и долга. Разговоры с другими людьми у них не вызывают интереса. Речь их монотонна. Отказ от общения может обосновываться ими усталостью.
Апато-абулический синдром может приводить к растормаживанию простейших влечений (например, гиперсексуальности и прожорливости).

## Болезни, при которых проявляется синдром
Чаще всего причиной апато-абулического синдрома является шизофрения (параноидная, простая и другие формы). При шизофрении эмоционально-волевое оскудение прогрессирует постепенно — от лёгкой пассивности и равнодушия и до состояний с эмоциональной тупостью, характеризующейся эмоциональной холодностью, равнодушием, безразличием к близким родственникам, утратой эмоциональной откликаемости и в целом сильным эмоциональным обеднением. На поздних стадиях шизофрении может образоваться шизофренический дефект, и один из его вариантов — апато-абулический дефект. Это «конечные» состояния при шизофрении, когда развитие психического дефекта с негативными симптомами проявляется с наибольшей степенью выраженности.
Другими причинами апато-абулического синдрома могут быть органическое поражение лобных долей мозга (опухоль головного мозга, травма мозга, атрофия головного мозга). Редко наблюдается у больных с инсультами. Может развиться при неблагоприятном течении деменции при болезни Гентингтона (F02.2). Может присутствовать также при наркомании (в частности, героиновой).

## Терапия
Для лечения синдрома используются антипсихотические препараты. Однако их эффективность в отношении синдрома научно не доказана. Некоторые психиатры рекомендуют назначать антипсихотики с «активирующим» действием, например сульпирид. В малых дозах (до 200 мг в сутки) сульпирид оказывает непрямую стимуляцию через усиление высвобождения дофамина, это так называемое «торможение торможения». Активирующим действием также обладают типичные антипсихотики метофеназат (френолон), тиоридазин (при небольших дозах), флуфеназин, умеренным активирующим действием обладает трифлуоперазин (трифтазин). Длительный приём антипсихотиков может приводить к усилению тяжести уже имеющихся у пациента негативных расстройств (см. нейролептический дефицитарный синдром) по причине таких побочных эффектов, как психическая заторможенность, акинезия, нейролептическая астения и депрессия. Даже у лиц, не страдающих шизофренией, а страдающих лишь аффективными расстройствами, приём антипсихотиков может повлечь за собой развитие нейролептического дефицитарного синдрома, который может быть ошибочно принят за шизофрению или даже деменцию.
Стимуляторы ЦНС могут увеличить мотивацию и энергетический потенциал страдающих данным синдромом, однако они способны также усилить позитивную симптоматику, то есть такие явления, как бред и галлюцинации. Психостимулятор мезокарб (сиднокарб) имел показание к применению при шизофрении с апато-абулическим синдромом (при отсутствии продуктивной симптоматики), но в настоящее время он отсутствует на фармацевтическом рынке РФ.
На Западе для лечения абулии и апатии используются психостимуляторы (декстроамфетамин, метилфенидат), стимулирующие антидепрессанты (бупропион, транилципромин, моклобемид, флуоксетин, протриптилин), агонисты дофамина (леводопа, бромокриптин, амантадин, селегилин, прамипексол, лизурид, перголид), некоторые другие психофармакологические препараты (в частности, аналептик модафинил).